# Akron (Ohio)
Akron je město v okrese Summit County ve státě Ohio ve Spojených státech amerických. Jde o páté největší městě v Ohiu.
K roku 2010 zde žilo 199 110 obyvatel. S celkovou rozlohou 161,54 km² byla hustota zalidnění 1 239,3 obyvatel na km².
Narodili se zde například basketbalisté Stephen Curry a LeBron James.
Ve městě byla založena organizace Anonymní alkoholici.